# Моніка Зеттерлунд
Єва Моніка Зеттерлунд (швед. Eva Monica Zetterlund, до шлюбу Нільссон (швед. Nilsson); 20 вересня 1937, Гагфорс, льон Вермланд, Швеція — 11 травня 2005 року, Стокгольм, Швеція) — одна з найвідоміших джазових співачок Швеції, акторка. Її іноді називають Monica Z.

## Життєпис
Моніка Нільссон народилася 1937 року в родині художника і музиканта-акордеоніста.
У 1999 році Моніка Зеттерлунд була змушена залишити активне творче життя у зв'язку з хворобою. Вона переносила страждання від важкої форми сколіозу, через що і покинула шоу-бізнес в 1999 році. В останні роки пересувалася тільки за допомогою інвалідного візка. Однак шведська зірка померла після випадкової пожежі, що спалахнула в її квартирі в Стокгольмі в ніч на 11 травня 2005 року.

## Дискографія
Як співачка з особливим образом Моніка Зеттерлунд заявила про себе цікавими джазовими роботами. Починала співати в ансамблі свого батька, після чого її кар'єра розгорталася протягом 50-ти років. На рахунку Зеттерлунд більше 20 альбомів. Міжнародну популярність їй принесли гастролі в США в 1960 році. Вона записувалася з Тедом Джонсом і Зутом Сімсом. Її найвідоміший диск, «Waltz for Debby», був записаний в 1964 році з піаністом Біллом Евансом.
У 1963 році Моніка Зеттерлунд представляла Швецію на конкурсі «Євробачення», але оскільки формат конкурсу не збігався з виконанням Моніки, вона посіла лише останнє місце.
- 1958 — Swedish Sensation
- 1962 — Ahh! Monica
- 1964 — Make Mine Swedish Style
- 1964 — Waltz for Debby (спільна робота з Біллом Евансом)
- 1965 — Ооо! Monica
- 1967 — Monica (album)
- 1971 — Monica — Monica (första inspelningen av Trubbel till komp av Monica Dominique)
- 1972 — Chicken Feathers (спільна робота з Стівом Куном)
- 1973 — Den sista jäntan (samling av äldre inspelningar med bl.a. Povel Ramel)
- 1975 — Hej, man! (med bl.a. Elin i hagen av Gustaf Fröding, Lasse Bagges orkester)
- 1977 — It only happens every time (med Thad Jones/Mel Lewis Orchestra)
- 1983 — Holiday for Monica (спільна робота з Редом Мітчеллом)
- 1983 — Monica Zetterlund sjunger Olle Adolphson (оркестр Лассе Багге)
- 1984 — For Lester and Billie
- 1989 — Monica Z (зокрема рімейки старих хітів)
- 1991 — Varsamt
- 1992 — Nu är det skönt att leva
- 1993 — Topaz
- 1995 — Ett lingonris som satts i cocktailglas (Monica Zetterlund-box)
- 1996 — The Lost Tapes at Bell sound studios NYC (знову старі записи з 1960 р.)
- 1997 — Det finns dagar (пісні Жана Сігурда)
- 2000 — Bill Remembered. A Tribute to Bill Evans (inspelad i Monicas vardagsrum)
- 2006 — Sista gången du var med (live-inspelningar från 1995 och 1997)

## Фільмографія
Завдяки співпраці з комедійним дуетом 'Hasseåtage', співачка вийшла на театральну сцену і почала кінокар'єру. Як акторка Зеттерлунд знялася у понад 20 фільмах і телесеріалах.
За фільм «Емігранти» Моніка Зеттерлунд була відзначена премією «Золотий жук» в номінації «Найкраща акторка другого плану». За фільм «Поселенці» отримала премію «Золотий жук» за найкращу жіночу роль.
| Рік        |    | Українська назва                    | Оригінальна назва                   | Роль              |
| ---------- | -- | ----------------------------------- | ----------------------------------- | ----------------- |
| 1963       | кф | Vittnesbörd om henne                | Vittnesbörd om henne                |                   |
| 1964       | ф  | Шведські картинки                   | Svenska bilder                      | Мейра             |
| 1965       | ф  | Причалити до пристані               | Att angöra en brygga                |                   |
| 1966       | ф  | Нічні гри                           | Nattlek                             |                   |
| 1970 — ... | с  | Söderkåkar                          | Söderkåkar                          | покоївка Малін    |
| 1971       | ф  | Яблучна війна                       | Äppelkriget                         | Анна Ліндберг     |
| 1971       | ф  | Емігранти                           | Utvandrarna                         | Ульріка           |
| 1972       | ф  | Поселенці                           | Nybyggarna                          | Ульріка           |
| 1973 — ... | с  | Någonstans i Sverige                | Någonstans i Sverige                |                   |
| 1973 — ... | с  | Fem myror är fler än fyra elefanter | Fem myror är fler än fyra elefanter |                   |
| 1974       | ф  | Голодранці                          | Rännstensungar                      | Малінді Карлссон  |
| 1974       | ф  | Шмаркач                             | Fimpen                              | Мар'яна Родстрьом |
| 1979 — ... | с  | Катітці                             | Katitzi                             | мачуха Катітці    |
| 1979 — ... | с  | Godnatt, jord                       | Godnatt, jord                       | Antea             |
| 1980       | тф | Räkan från Maxim                    | Räkan från Maxim                    | Madame Petypon    |
| 1980       | ф  | Barna från Blåsjöfjället            | Barna från Blåsjöfjället            | Hulda Krook       |
| 1980       | ф  | Швецію - шведам                     | Sverige åt svenskarna               |                   |
| 1992       | ф  | Російська піца                      | Russian Pizza Blues                 |                   |
| 1993 — ... | с  | Morsarvet                           | Morsarvet                           |                   |

## Нагороди
- 1969 — Премія Бельмана
- 1970 — Шведська „Греммі“ — найпопулярніша співачка в 1969 році — Gröna små äpplen.
- 1972 — Стипендія імені Густава Фредінга
- 1972 — Премія „Золотий жук“ — „Найкраща акторка“ за ролі у фільмах „Яблучна війна“ та Емігранти».
- 1985 — Стипендія імені Яна Юганссона. Стипендія видається щороку найвидатнішому шведському джазовому музиканту року.
- 1985 — Шведська «Греммі» — Найкращий джазовий альбом року — Monica Z
- 1990 — Стипендія імені Корнеліса Вресвіка
- 1993 — Медаль «За внесок у розвиток музики» (Швеція) (швед. Medaljen för tonkonstens främjande)
- 1993 — Шведська «Греммі» — Почесний приз журі.
- 1996 — Стипендія імені Карла Герхарда
- 1996 — Медаль Святого Еріка (Швеція) (швед. S:t Eriksmedaljen)
- 2000 — Truxa priset
- 2002 — Золота медаль за видатні заслуги у шведській культурі — Ілліс Кворум
- 2005 — Kungl. Musikaliska Akademiens jazzpris (tilldelades efter hennes död)

## Пам'ять
- У вересні 2013 року відбулася прем'єра фільму «Monica Z» («Вальс для Моніки»)[8]. Головну роль у фільмі зіграла шведська співачка Едда Магнасон[sv], за яку вона отримала премію «Золотий жук» за найкращу жіночу роль.